# ما یک پاپ داریم (فیلم)
ما یک پاپ داریم (انگلیسی: We Have a Pope) فیلمی ایتالیایی فرانسوی در سبک کمدی به کارگردانی نانی مورتی و با بازی میشل پیکولی است که در سال ۲۰۱۱ منتشر شد.

## داستان
بعد از مرگ پاپ انجمن محرمانه پاپی در رم یکدیگر را ملاقات می‌کنند. بعد از چند بار رای‌گیری بالاخره کاردینال ملویل به عنوان پاپ بعدی انتخاب می‌شود. اما او احساس می‌کند که برای برعهده گرفتن این وظیفه چندان آماده نیست! به همین جهت از واتیکان خارج شده و به میان مردم عادی می‌رود.

## بازیگران
- میشل پیکولی
- نانی مورتی
- مارگریتا بوی
- یرژی اشتور
- رناتو اسکارپا
- دیاپازون
- کامیلو میلی
- چچیلیا داتسی
- فرانکو گراتسیوزی
- لوچیا ماشینو